# Ndébélé du Zimbabwe
Cet article concerne la langue ndébélé du Zimbabwe. Pour l'autre langue ndébélé, voir Ndébélé du Transvaal. Pour les peuples ndébélés, voir Ndébélés.
 (avril 2019).
Si vous disposez d'ouvrages ou d'articles de référence ou si vous connaissez des sites web de qualité traitant du thème abordé ici, merci de compléter l'article en donnant les références utiles à sa vérifiabilité et en les liant à la section « Notes et références ».
Le ndébélé du Zimbabwe ou ndébélé du Nord (dans la langue isiNdebele ou sindebele) est la langue parlée par les Ndébélés du Zimbabwe (également appelés Matabélés), dans la région du Matabeleland, autour de la ville de Bulawayo. C'est une langue bantoue du groupe des langues nguni, très proche de la langue zouloue. Les Ndébélés du Zimbabwe sont en effet les descendants des partisans du chef militaire zoulou Mzilikazi, qui quitta sa région d'origine, aujourd'hui province de KwaZulu-Natal, au début du XIXe siècle. Le ndébélé figure parmi les 16 langues officielles du Zimbabwe.
Le ndébélé du Zimbabwe ne doit pas être confondu avec les deux dialectes du nrebele (ou ndébélé du Transvaal, ou ndébélé du Sud) parlés dans le nord-est de l'Afrique du Sud, qui forment une langue distincte, également nguni mais influencé par les langues sotho-tswana.

## Écriture
| a  | b | bh | mb | c | ch | gc | nc | d  | nd | e   | f    | mf |
| g  | h | hl | dl | i | j  | k  | kh | l  | m  | n   | ng   | ny |
| o  | p | mp | ph | q | nq | qh | r  | s  | sh | tsh | ntsh | ns |
| sw | t | th | nt | u | v  | w  | x  | nx | xh | y   | z    | zh |

## Lexique de base
| Mot                    | Traduction                      |
| ---------------------- | ------------------------------- |
| bonjour (le matin)     | livuke njani                    |
| bonjour (l'après-midi) | litshonile                      |
| bonsoir                | litshone njani                  |
| au revoir              | lisale sesihamba / lisale kuhle |
| s'il vous plaît        | uxolo                           |
| excusez-moi            | uxolo / ngixolela               |
| merci                  | ngiyabonga / siyabonga kakulu   |
| homme                  | indoda / amadoda                |
| femme                  | umfazi / abafazi                |
| où ?                   | ngaphi                          |
| quand ?                | nini                            |
| comment ?              | njani                           |
| pourquoi ?             | ngani                           |
| combien ?              | yimalini                        |
| argent                 | imali                           |
| cher                   | kuyadula                        |
| eau                    | amanzi                          |
| pain                   | isinkwa                         |
| poisson                | inhlanzi                        |
| viande                 | inyama                          |
| légumes                | umbhida / imbhida               |
| fruit                  | izithelo                        |
| froid                  | okuqandayo                      |
| chaud                  | kuyatshisha                     |
| assez                  | kwenele                         |
| plus                   | okunye                          |
| 1                      | okukodwa                        |
| 2                      | okubili                         |
| 3                      | okuthathu                       |
| 4                      | okune                           |
| 5                      | okuyisihlanu                    |
| 6                      | okuyisithupha                   |
| 7                      | okuyisikhombisa                 |
| 8                      | okuyisitshiyangalo mbili        |
| 9                      | okuyisitshiyangalo lunye        |
| 10                     | okuli tshumi                    |